# DNS-polimeráz γ
A DNS-polimeráz γ mitokondriális DNS-polimeráz. Noha sokáig az egyetlen mitokondriális polimeráznak gondolták, 2014-es és 2017-es vizsgálatok szerint az X családba tartozó Pol β és a PrimPol is megtalálható a mitokondriumokban.
Kétféle fehérjéből álló heterotrimer, melyeket a POLG és a POLG2 kódol. Előbbi 140 kDa-os katalitikus egység, utóbbi pedig 55 kDa-os kiegészítő egység, mely az aktív DNS-polimeráz γ-ban homodimerként van jelen.

## Szerkezet
A DNS-polimeráz γ-holoenzim a POLG által kódolt 140 kDa-os katalitikus egységből és a POLG2 által kódolt 55 kDa-os kiegészítő alegységek homodimerjéből álló heterotetramer.
A DNS-polimeráz γ kristályszerkezetét Lee et al. fedezték fel 2009-ben, melyet Euro et al. használtak fel 2011-ben az Alpers-szindróma mutációinak és katalitikus hiányosságainak vizsgálatára.

## Funkció
A DNS-polimeráz γ mitokondriális DNS-polimeráz. Korábban az egyetlen ilyennek tekintették, de később felfedezték, hogy az X-családba tartozó DNS-polimeráz β is a mitokondriumokban található. Ezenkívül a DNS-polimeráz ζ is megtalálható a mitokondriumokban, megvédve annak genomját.
A POLG2 a reakciót a polimeráz- és exonukleázaktivitással segíti, és segíti a processzív DNS-szintézist.
A DNS-polimeráz γ replikációjában szüneteket tart. Ha nincs DNS-hiba, a replikáció folytatódik, ha van, akkor a hiba tompa végű újracsatlakoztatás esetén változás nélkül folytatódik, nem homológ újracsatlakoztatás esetén deléció történhet, súlyos hiba esetén viszont sikertelen replikációként abbamarad. E szünettartás növelheti a mitokondriális DNS deléciójának és mennyiségcsökkenésének esélyét. Egy sztochasztikus szimulációs kísérletben Szong et al. korán öregedő egérmodellekben vizsgálták az A467T mutációval rendelkező és az exonukleázhiányos DNS-polimeráz γ-t. Eszerint az exonukleázhiányos (exo–) DNS-polimeráz egy nukleotiddal való továbblépése különösen hosszú szüneteket mutatott – a leghosszabb továbblépés 30–300-szor tovább tartott, mint a vad típusú polimeráz esetén, míg a természetben előforduló A467T mutáns legfeljebb 2-szer olyan hosszú szünetet tartott a vad típusúnál. Ezek alapján a polimeráz továbblépése során bekövetkező disszociációk oka a polimeráz szünettartama.

## Klinikai jelentőség
A DNS-polimeráz γ mutációi növelik a mitokondriális DNS mutációs hajlamát. Ezt a DNS-polimeráz ζ túlexpressziója ellensúlyozhatja, azonban ez, mivel a sejtmagba tud menni, növeli a sejtmagi mutációs képességet. Baruffini et al. azonban olyan mutáns Rev3-izoformát állítottak elő, mely nem növeli a sejtmagi mutációs képességet, mivel nem képes a sejtmagba jutni.
A kongóvörös a DNS-polimeráz γ gátlásával szelektíven inhibeálja az MLH1-deficiens vastagbélrák növekedését az egészséges sejtek károsítása nélkül. Ez alapján a kongóvörös felhasználható lehet a nem polipos colorectalis rák, az endometriális rák és a petefészekrák ellen is. Hatását a reaktív oxigénszármazékok (ROS) és a mitokondriális DNS-ben lévő 8-hidroxidezoxiguanozin szintjének növelésével, valamint a mitokondriális DNS példányszámának csökkentésével váltja ki.
A DNS-polimeráz γ fehérjéinek mutációja számos betegséget okozhat, többek közt 1. típusú mitokondriális DNS-deléciós progresszív külső oftalmoplégiát, érzőideg-ataxiás neuropátiás dizartria és oftalmoparézist (SANDO), Alpers–Huttenlocher-szindrómát (AHS) és mitokondriális neurogasztrointesztinális enkefalopátiát (MNGIE). A leggyakoribb mutáció az A467T, mely jelentős fenotipikus heterogenitást mutat, de ennek részletes mechanizmusa ismeretlen volt 2011-ben.
Több mint 145 betegségokozó DNS-polimeráz γ-mutáció ismert, melyek közül több mint 72 recesszív. A recesszív mutációk funkcióvesztéssel, a domináns heterozigóta mutációk inaktív enzimformát képezhetnek, melyek versenghetnek az aktívakkal.
A nukleozidreverztranszkriptáz-inhibitorok toxicitásában fontosak a DNS-polimeráz γ patogén mutációi.